# ماتیا فریگان
ماتیا فریگان (انگلیسی: Matija Frigan؛ زادهٔ ۱۱ فوریهٔ ۲۰۰۳) بازیکن فوتبال اهل کرواسی است.
از باشگاه‌هایی که در آن بازی کرده‌است می‌توان به باشگاه فوتبال وسترلو اشاره کرد.
وی همچنین در تیم‌های ملی فوتبال زیر ۲۰ سال کرواسی و زیر ۲۱ سال کرواسی بازی کرده‌است.